# TAKESUMI
株式会社TAKESUMI（タケスミ） は、ソーシャル・ビジネスとして、竹害という社会的課題の解決を目指して竹炭インテリア事業を手掛ける日本の企業である。

## 概要
ソーシャル・ビジネスとして、祝い竹炭及び飾り竹炭など竹炭インテリア事業を通じて、竹害から日本の里山を守る活動をしている。竹炭クリエーターの南眞紀がデザイン・制作している。

## 沿革
- 2016年1月 - 株式会社TAKESUMI設立。
- 2016年12月 - 日本橋三越本店に期間限定で出店。
- 2017年9月 - イベント「TAKESUMI × 薪まきカフェ 日本の里山を守ろう！」が内閣官房が認証する「beyond2020 プログラム」となる。
- 2019年4月 - 「REBIRTH PROJECT Online Shop」で飾り竹炭の販売開始。

## ブランド
祝い竹炭
胡蝶蘭など祝い花の代替品となる贈答品用の竹炭インテリア
飾り竹炭
家庭やオフィスに置くことができる竹炭インテリア